# Aslı Arık
Aslı Arık (* 1. Februar 1995 in Kâhta) ist eine türkische Leichtathletin, die sich auf den Mittelstreckenlauf spezialisiert hat.

## Sportliche Laufbahn
Erste internationale Erfahrungen sammelte Arık im Jahr 2011, als sie bei den Jugendweltmeisterschaften nahe Lille im 400-Meter-Lauf mit 57,64 s in der ersten Runde ausschied. Anschließend nahm sie auch beim Europäischen Olympischen Jugendfestival (EYOF) in Trabzon teil, schied aber auch dort im 800-Meter-Lauf mit 2:14,45 min in der Vorrunde aus und verpasste mit der türkischen 4-mal-100-Meter-Staffel mit 48,60 s den Finaleinzug. Im Jahr darauf scheiterte sie bei den Juniorenweltmeisterschaften in Barcelona mit 2:08,68 min in der ersten Runde über 800 Meter und anschließend belegte sie bei den Balkan-Meisterschaften in Eskişehir in 2:09,75 min den fünften Platz. 2013 gewann sie bei den Balkan-Hallenmeisterschaften in Istanbul in 2:09,60 min die Silbermedaille über 800 Meter. Anschließend belegte sie bei den Junioreneuropameisterschaften in Rieti in 4:22,57 min den vierten Platz im 1500-Meter-Lauf und schied über 800 Meter mit 2:06,93 min im Vorlauf aus, wie auch bei den Juniorenweltmeisterschaften 2014 in Eugene mit 2:07,26 min. 2015 schied sie bei den U23-Europameisterschaften in Tallinn mit 2:05,27 min in der ersten Runde aus und anschließend wurde sie bei den Balkan-Meisterschaften in Pitești in 2:07,49 min Zweite im B-Lauf und belegte mit der türkischen 4-mal-400-Meter-Staffel in 3:38,75 min den vierten Platz. 2016 gewann sie bei den U23-Mittelmeermeisterschaften in Tunis in 2:08,59 min die Bronzemedaille über 800 Meter hinter den Italienerinnen Eleonora Vandi und Joyce Mattagliano und auch über 1500 Meter gewann sie in 4:24,15 min die Bronzemedaille hinter der Französin Johanna Geyer-Carles und Oumayma Saoud aus Marokko. Anschließend gewann sie bei den Balkan-Meisterschaften in Pitești in 4:21,54 min die Silbermedaille über 1500 Meter und über 800 Meter wurde sie in 2:08,78 min Sechste. 
2018 gewann sie bei den Balkan-Hallenmeisterschaften in Istanbul in 2:07,55 min die Bronzemedaille über 800 Meter und entschied im 1500-Meter-Lauf in 4:17,27 min das B-Finale für sich. 2021 klassierte sie sich dann bei den Balkan-Hallenmeisterschaften ebendort mit 2:08,75 min auf dem siebten Platz.
2015 wurde Arık türkische Meisterin im 800- und 1500-Meter-Lauf. Zudem wurde sie in den Jahren 2013 und 2018 Hallenmeisterin über 800 Meter sowie 2018 auch über 1500 Meter.

## Persönliche Bestleistungen
- 400 Meter: 56,22 s, 14. Juni 2015 in Istanbul
  - 400 Meter (Halle): 57,87 s, 30. Januar 2021 in Istanbul
- 800 Meter: 2:04,38 min, 24. Juli 2015 in Hrodna
  - 800 Meter (Halle): 2:06,36 min, 5. Februar 2021 in Istanbul
- 1500 Meter: 4:14,88 min, 24. Mai 2016 in Mersin
  - 1500 Meter (Halle): 4:15,31 min, 18. Februar 2018 in Istanbul